# Малица
Малица — река в Калининском и Лихославльском районах Тверской области России, левый приток реки Тверца. Длина — 26 км, площадь водосборного бассейна — 238 км². Ширина — до 7 м, глубина — до 3 м. В нижнем течении дно каменистое, в лесных местах — заилено.
Берёт начало в торфяных болотах Лихославльского района Тверской области, у деревни Владенино, недалеко от железной дороги Лихославль — Ржев. На Малице расположены деревни Гнездцы, Плаксино, Петрушкино, Кашенцево и Троица (в устье реки). В районе впадения в Тверцу обнаружено селище XIV—XVII вв.
Мосты: мост в д. Гнездцы, д. Петрушкино и в д. Кашенцево.
Известны случаи сооружения бобровых плотин.
В реке водятся щука, плотва, ёрш, пескарь, усатый голец, ротан, вьюн, окунь, налим, краснопёрка.

## Притоки
(км от устья)
- 4,5 км: река Роська (пр)
- 6,5 км: река Десёнка (лв)